# Pompestichting
De Pompestichting is een particuliere instelling voor forensische psychiatrie in Nijmegen.
De instelling is vernoemd naar de jurist Willem Pompe (1893-1968) en opende in 1966 haar deuren.
De Pompestichting bestaat uit vijf instellingen:
1. De Pompekliniek, een tbs-kliniek voor mannen
2. Het Kempehuis, bestaande uit 3 afdelingen voor de resocialisatie en 1 afdeling voor een langer resocialisatietraject. Het Kempehuis is vernoemd naar Ger Kempe.
3. Kairos, polikliniek voor behandeling op vrijwillige basis of opgelegd door een rechter (in het kader van reclassering), met vestigingen in Arnhem, Tiel, 's-Hertogenbosch en Nijmegen
4. Forum Pompeii, een kenniscentrum
5. Een longstay in Zeeland (Noord-Brabant) en een longstay in de Penitentiaire Inrichting Vught.

In 2005 kwam de Pompestichting in het nieuws door plaatsing van een kunstwerk bij de ingang. Het kunstwerk stelt een scorebord voor, waarop het aantal Uit en Thuis patiënten staan. Het aantal dat op het bord staat aangegeven is niet het werkelijke aantal, maar geeft grofweg de verhouding aan en heeft met name de doelstelling om een maatschappelijke discussie teweeg te brengen over het tbs-systeem.
Sinds 1968 heeft de kliniek een voetbalclub vv Jonker Boys.